# کریستیانه فولپیوس
کریستیانه فولپیوس (آلمانی: Christiane Vulpius) معشوقه و همسر یوهان ولفگانگ فون گوته، شاعر و نویسنده آلمانی بود. آن دو در سال ۱۸۰۶ با یک‌دیگر ازدواج کردند. وی در سال ۱۸۱۶ درگذشت. حاصل این ازدواج یک پسر به‌نام یولیوس آوگوست والتر فون گوته بود.